# Kateryna Tabasznyk
Kateryna Tabasznyk, ukr. Катерина Табашник (ur. 15 czerwca 1994) – ukraińska lekkoatletka specjalizująca się w skoku wzwyż. Okazjonalnie występuje także w wielobojach.
W 2013 została mistrzynią Europy juniorów. Zdobyła brązowy medal na halowych mistrzostwach Europy w 2023 w Stambule. Reprezentantka kraju w meczach międzypaństwowych.
W styczniu 2020 została ukarany przez Athletics Integrity Unit dyskwalifikacją na okres 19 miesięcy (biegnącą od 28 marca 2019) za stosowanie niedozwolonych środków dopingujących (hydrochlorotiazyd).
Rekordy życiowe: stadion – 1,96 (25 czerwca 2018, Kropywnycki i 19 lipca 2018, Łuck); hala – 1,99 (26 stycznia 2019, Hustopeče).

## Osiągnięcia
| Rok  | Impreza                               | Miejsce         | Pozycja           | Wynik |
| ---- | ------------------------------------- | --------------- | ----------------- | ----- |
| 2011 | Mistrzostwa świata juniorów młodszych | Lille Metropole | el. – 17. miejsce | 1,67  |
| 2013 | Halowe mistrzostwa Europy             | Göteborg        | el. – 18. miejsce | 1,80  |
| 2013 | Mistrzostwa Europy juniorów           | Rieti           | 1. miejsce        | 1,90  |
| 2018 | Mistrzostwa Europy                    | Berlin          | 5. miejsce        | 1,94  |
| 2019 | Halowe mistrzostwa Europy             | Glasgow         | 4. miejsce        | 1,97  |
| 2023 | Halowe mistrzostwa Europy             | Stambuł         | 3. miejsce        | 1,94  |
| 2025 | Halowe mistrzostwa Europy             | Apeldoorn       | el. – 11. miejsce | 1,85  |
| 2025 | Halowe mistrzostwa świata             | Nankin          | 9. miejsce        | 1,89  |